# Liga Campionilor EHF Feminin 2022-2023 - fazele eliminatorii
Fazele eliminatorii ale Ligii Campionilor EHF Feminin 2022–23 au început pe 18 martie și s-au terminat pe 4 iunie 2022, cu finala desfășurată în sala MVM Dome din Budapesta, Ungaria.
La această fază a competiției au luat parte 12 echipe calificate din faza grupelor.

## Format
În playoff, echipele clasate pe locurile 3–6 în grupele A și B au fost împerecheate conform regulamentului competiției și au disputat câte două meciuri fiecare, unul pe teren propriu și celălalt în deplasare. Cele patru câștigătoare ale acestor meciuri au avansat în sferturile de finală, unde s-au alăturat echipelor clasate pe locurile 1–2 în grupele A și B, calificate direct în această fază. Cele opt echipe au fost împerecheate conform regulamentului competiției și au jucat câte două meciuri fiecare, unul pe teren propriu și celălalt în deplasare. Cele patru câștigătoare ale sferturilor de finală s-au calificat în turneul Final four de la MVM Dome.

## Echipe calificate
În fazele eliminatorii au avansat din faza grupelor echipele clasate pe primele șase locuri în cele două grupe.
| Grupă | Calificate în sferturi | Calificate în sferturi | Calificate în playoff | Calificate în playoff   | Calificate în playoff | Calificate în playoff   |
| Grupă | Locul I                | Locul II               | Locul III             | Locul IV                | Locul V               | Locul VI                |
| ----- | ---------------------- | ---------------------- | --------------------- | ----------------------- | --------------------- | ----------------------- |
| A     | Vipers Kristiansand    | CSM București          | Odense Håndbold       | FTC-Rail Cargo Hungaria | RK Krim Mercator      | Brest Bretagne Handball |
| B     | Metz Handball          | Győri Audi ETO KC      | Team Esbjerg          | CS Rapid București      | Budućnost BEMAX       | Storhamar HE            |

## Playoff

### Tablou
| Echipa 1                | Scor gen. | Echipa 2                | Tur   | Retur |
| ----------------------- | --------- | ----------------------- | ----- | ----- |
| Storhamar HE            | 52 – 60   | Odense Håndbold         | 22–30 | 30–30 |
| Brest Bretagne Handball | 49 – 55   | Team Esbjerg            | 25–28 | 24–27 |
| Budućnost BEMAX         | 46 – 55   | FTC-Rail Cargo Hungaria | 24–28 | 22–27 |
| RK Krim Mercator        | 53 – 54   | CS Rapid București      | 29–24 | 24–30 |

### Partide
| 18 martie 2023 16:00 | Budućnost BEMAX | 24 – 28 | FTC-Rail Cargo Hungaria | Centrul Sportiv Morača, Podgorica Asistență: 1000 Arbitri: Hatipoğlu, Şimşek |
| 18 martie 2023 16:00 | Raičević 9      | (13–15) | Malestein 7             | Centrul Sportiv Morača, Podgorica Asistență: 1000 Arbitri: Hatipoğlu, Şimşek |
| 18 martie 2023 16:00 | 5× 1×           | Raport  | 5×                      | Centrul Sportiv Morača, Podgorica Asistență: 1000 Arbitri: Hatipoğlu, Şimşek |

| 18 martie 2023 18:00 | Storhamar HE | 22 – 30 | Odense Håndbold     | Boligpartner Arena, Hamar Asistență: 1045 Arbitri: Ilieva, Karbeska |
| 18 martie 2023 18:00 | Venn 6       | (13–16) | Abbingh, Housheer 5 | Boligpartner Arena, Hamar Asistență: 1045 Arbitri: Ilieva, Karbeska |
| 18 martie 2023 18:00 | 2×           | Raport  | 6× 1×               | Boligpartner Arena, Hamar Asistență: 1045 Arbitri: Ilieva, Karbeska |

| 19 martie 2023 14:00 | RK Krim Mercator    | 29 – 24 | CS Rapid București | Arena Stožice, Ljubljana Asistență: 4800 Arbitri: Hannes, Hannes |
| 19 martie 2023 14:00 | Radičević, Stanko 8 | (12–13) | Kanor 5            | Arena Stožice, Ljubljana Asistență: 4800 Arbitri: Hannes, Hannes |
| 19 martie 2023 14:00 | 4× 1×               | Raport  | 5×                 | Arena Stožice, Ljubljana Asistență: 4800 Arbitri: Hannes, Hannes |

| 19 martie 2023 16:00 | Brest Bretagne Handball | 25 – 28 | Team Esbjerg | Brest Arena, Brest Asistență: 3562 Arbitri: Backović, Palačković |
| 19 martie 2023 16:00 | Fauske 8                | (15–15) | Reistad 8    | Brest Arena, Brest Asistență: 3562 Arbitri: Backović, Palačković |
| 19 martie 2023 16:00 | 4×                      | Raport  | 5×           | Brest Arena, Brest Asistență: 3562 Arbitri: Backović, Palačković |

| 25 martie 2023 16:00 | FTC-Rail Cargo Hungaria | 27 – 22 | Budućnost BEMAX | ÉRD Aréna, Érd Asistență: 2200 Arbitri: Jović, Arnautović |
| 25 martie 2023 16:00 | Malestein, Stolle 5     | (14–13) | Pavićević 7     | ÉRD Aréna, Érd Asistență: 2200 Arbitri: Jović, Arnautović |
| 25 martie 2023 16:00 | 1×                      | Raport  | 1×              | ÉRD Aréna, Érd Asistență: 2200 Arbitri: Jović, Arnautović |

| 25 martie 2023 18:00 | Odense Håndbold         | 30 – 30 | Storhamar HE | Sydbank Arena, Odense Asistență: 2117 Arbitri: Lovin, Stancu |
| 25 martie 2023 18:00 | Iversen, Van Wetering 6 | (13–16) | Obaidli 10   | Sydbank Arena, Odense Asistență: 2117 Arbitri: Lovin, Stancu |
| 25 martie 2023 18:00 | 1×                      | Raport  | 4× 1×        | Sydbank Arena, Odense Asistență: 2117 Arbitri: Lovin, Stancu |

| 26 martie 2023 14:00 | Team Esbjerg | 27 – 24 | Brest Bretagne Handball | Blue Water Dokken, Esbjerg Asistență: 2563 Arbitri: Antić, Jakovljević |
| 26 martie 2023 14:00 | Reistad 6    | (14–12) | Carlson 5               | Blue Water Dokken, Esbjerg Asistență: 2563 Arbitri: Antić, Jakovljević |
| 26 martie 2023 14:00 | 1×           | Raport  | 2×                      | Blue Water Dokken, Esbjerg Asistență: 2563 Arbitri: Antić, Jakovljević |

| 26 martie 2023 17:00 | CS Rapid București | 30 – 24 | RK Krim Mercator | Sala Polivalentă, București Asistență: 5000 Arbitri: Sá, Sá |
| 26 martie 2023 17:00 | Polman 8           | (12–8)  | Rosiak 7         | Sala Polivalentă, București Asistență: 5000 Arbitri: Sá, Sá |
| 26 martie 2023 17:00 | 2× 1×              | Raport  | 5× 2× 1×         | Sala Polivalentă, București Asistență: 5000 Arbitri: Sá, Sá |

## Sferturile de finală

### Tablou
| Echipa 1                | Scor gen. | Echipa 2            | Tur   | Retur |
| ----------------------- | --------- | ------------------- | ----- | ----- |
| CS Rapid București      | 56 – 71   | Vipers Kristiansand | 25–31 | 31–40 |
| FTC-Rail Cargo Hungaria | 59 – 58   | Metz Handball       | 26–32 | 33–26 |
| Team Esbjerg            | 65 – 59   | CSM București       | 32–28 | 33–31 |
| Odense Håndbold         | 55 – 66   | Győri Audi ETO KC   | 27–29 | 28–37 |

### Partide
| 29 aprilie 2023 16:00 | FTC-Rail Cargo Hungaria | 26 – 32 | Metz Handball | ÉRD Aréna, Érd Asistență: 2200 Arbitri: Metalari, Nikolovski |
| 29 aprilie 2023 16:00 | Bölk, Malestein 7       | (13–15) | Horacek 7     | ÉRD Aréna, Érd Asistență: 2200 Arbitri: Metalari, Nikolovski |
| 29 aprilie 2023 16:00 | 2× 1×                   | Raport  | 3× 1×         | ÉRD Aréna, Érd Asistență: 2200 Arbitri: Metalari, Nikolovski |

| 29 aprilie 2023 18:00 | Odense Håndbold         | 27 – 29 | Győri Audi ETO KC | Sydbank Arena, Odense Asistență: 2234 Arbitri: Budzák, Záhradník |
| 29 aprilie 2023 18:00 | Abbingh, Van Wetering 6 | (17–12) | Gros 9            | Sydbank Arena, Odense Asistență: 2234 Arbitri: Budzák, Záhradník |
| 29 aprilie 2023 18:00 | 4×                      | Raport  | 4×                | Sydbank Arena, Odense Asistență: 2234 Arbitri: Budzák, Záhradník |

| 30 aprilie 2023 15:00 | CS Rapid București | 25 – 31 | Vipers Kristiansand | Sala Polivalentă, București Asistență: 5000 Arbitri: Vujačić, Kažanegra |
| 30 aprilie 2023 15:00 | Grozav 5           | (12–18) | Viahireva 7         | Sala Polivalentă, București Asistență: 5000 Arbitri: Vujačić, Kažanegra |
| 30 aprilie 2023 15:00 | 1×                 | Raport  | 3×                  | Sala Polivalentă, București Asistență: 5000 Arbitri: Vujačić, Kažanegra |

| 30 aprilie 2023 16:00 | Team Esbjerg | 32 – 28 | CSM București | Blue Water Dokken, Esbjerg Asistență: 2960 Arbitri: Barysas, Petrušis |
| 30 aprilie 2023 16:00 | Mørk 8       | (17–13) | Arntzen 10    | Blue Water Dokken, Esbjerg Asistență: 2960 Arbitri: Barysas, Petrušis |
| 30 aprilie 2023 16:00 | 2×           | Raport  | 4× 1×         | Blue Water Dokken, Esbjerg Asistență: 2960 Arbitri: Barysas, Petrušis |

| 6 mai 2023 16:00 | Vipers Kristiansand | 40 – 31 | CS Rapid București | Aquarama, Kristiansand Asistență: 2000 Arbitri: Praštalo, Balvan |
| 6 mai 2023 16:00 | Næs Andersen 7      | (18–18) | Grozav             | Aquarama, Kristiansand Asistență: 2000 Arbitri: Praštalo, Balvan |
| 6 mai 2023 16:00 | 4×                  | Raport  | 5× 2×              | Aquarama, Kristiansand Asistență: 2000 Arbitri: Praštalo, Balvan |

| 6 mai 2023 18:00 | Győri Audi ETO KC | 37 – 28 | Odense Håndbold | Audi Aréna, Győr Arbitri: Merz, Kuttler |
| 6 mai 2023 18:00 | Gros 10           | (21–14) | Van Wetering 6  | Audi Aréna, Győr Arbitri: Merz, Kuttler |
| 6 mai 2023 18:00 | 2× 1×             | Raport  | 4×              | Audi Aréna, Győr Arbitri: Merz, Kuttler |

| 7 mai 2023 14:00 | Metz Handball | 26 – 33 | FTC-Rail Cargo Hungaria | Arènes de Metz, Metz Asistență: 4670 Arbitri: Braseth, Sundet |
| 7 mai 2023 14:00 | Bouktit 8     | (17–17) | Malestein 8             | Arènes de Metz, Metz Asistență: 4670 Arbitri: Braseth, Sundet |
| 7 mai 2023 14:00 | 4×            | Raport  | 5× 1×                   | Arènes de Metz, Metz Asistență: 4670 Arbitri: Braseth, Sundet |

| 7 mai 2023 17:00 | CSM București | 31 – 33 | Team Esbjerg     | Sala Polivalentă, București Asistență: 5000 Arbitri: Mata, López |
| 7 mai 2023 17:00 | Omoregie 8    | (18–16) | Breistøl, Mørk 7 | Sala Polivalentă, București Asistență: 5000 Arbitri: Mata, López |
| 7 mai 2023 17:00 | 4× 2×         | Raport  | 3× 1×            | Sala Polivalentă, București Asistență: 5000 Arbitri: Mata, López |

## Final four
Câștigătoarele sferturilor de finală s-au calificat în turneul Final four. Acesta a fost găzduit de sala MVM Dome din Budapesta, Ungaria, pe 3 și 4 iunie 2023. Tragerea la sorți pentru distribuția echipelor în semifinale a a avut loc pe 9 mai 2023.

### Echipele calificate
- Vipers Kristiansand
- Győri Audi ETO KC
- FTC-Rail Cargo Hungaria
- Team Esbjerg

### Tablou
|  | Semifinalele Sala MVM Dome, Budapesta | Semifinalele Sala MVM Dome, Budapesta |                     |    | Finala Sala MVM Dome, Budapesta | Finala Sala MVM Dome, Budapesta |
|  |                                       |                                       |                     |    |                                 |                                 |
|  | 3 iunie 2023                          |                                       |                     |    |                                 |                                 |
|  |                                       |                                       |                     |    |                                 |                                 |
|  | Győri Audi ETO KC                     | 35                                    |                     |    |                                 |                                 |
|  | Győri Audi ETO KC                     | 35                                    | 4 iunie 2023        |    |                                 |                                 |
|  | Vipers Kristiansand                   | 37                                    |                     |    |                                 |                                 |
|  | Vipers Kristiansand                   | 37                                    | Vipers Kristiansand | 28 |                                 |                                 |
|  | 3 iunie 2023                          |                                       | Vipers Kristiansand | 28 |                                 |                                 |
|  |                                       | FTC-Rail Cargo                        | 24                  |    |                                 |                                 |
|  | FTC-Rail Cargo                        | FTC-Rail Cargo                        | 24                  | 30 |                                 |                                 |
|  | FTC-Rail Cargo                        |                                       |                     | 30 |                                 |                                 |
|  | Team Esbjerg                          | 29                                    |                     |    |                                 |                                 |
|  | Team Esbjerg                          | 29                                    | Finala mică         |    |                                 |                                 |
|  |                                       |                                       |                     |    |                                 |                                 |
|  | 4 iunie 2023                          |                                       |                     |    |                                 |                                 |
|  |                                       |                                       |                     |    |                                 |                                 |
|  | Győri Audi ETO KC                     | 28                                    |                     |    |                                 |                                 |
|  | Győri Audi ETO KC                     | 28                                    |                     |    |                                 |                                 |
|  | Team Esbjerg                          | 27                                    |                     |    |                                 |                                 |

### Semifinalele
| 3 iunie 2023 15:15 | Győri Audi ETO KC | 35 – 37 | Vipers Kristiansand | MVM Dome, Budapesta Asistență: 18734 Arbitri: Covalciuc, Covalciuc |
| 3 iunie 2023 15:15 | Oftedal 11        | (18–23) | Roberts 8           | MVM Dome, Budapesta Asistență: 18734 Arbitri: Covalciuc, Covalciuc |
| 3 iunie 2023 15:15 | 7× 1×             | Raport  | 3×                  | MVM Dome, Budapesta Asistență: 18734 Arbitri: Covalciuc, Covalciuc |

| 3 iunie 2023 18:00 | FTC-Rail Cargo Hungaria | 30 – 29 | Team Esbjerg    | MVM Dome, Budapesta Asistență: 20022 Arbitri: Backović, Palačković |
| 3 iunie 2023 18:00 | Malestein 7             | (13–17) | Mørk, Reistad 7 | MVM Dome, Budapesta Asistență: 20022 Arbitri: Backović, Palačković |
| 3 iunie 2023 18:00 | 6× 1×                   | Raport  | 5×              | MVM Dome, Budapesta Asistență: 20022 Arbitri: Backović, Palačković |

### Finala mică
| 4 iunie 2023 15:15 | Győri Audi ETO KC | 28 – 27 | Team Esbjerg | MVM Dome, Budapesta Asistență: 18387 Arbitri: Hatipoğlu, Şimşek |
| 4 iunie 2023 15:15 | Gros 6            | (16–9)  | Ingstad 6    | MVM Dome, Budapesta Asistență: 18387 Arbitri: Hatipoğlu, Şimşek |
| 4 iunie 2023 15:15 | 3×                | Raport  | 2× 1×        | MVM Dome, Budapesta Asistență: 18387 Arbitri: Hatipoğlu, Şimşek |

### Finala
| 4 iunie 2023 18:00 | Vipers Kristiansand   | 28 – 24 | FTC-Rail Cargo Hungaria | MVM Dome, Budapesta Asistență: 20022 Arbitri: Praštalo, Balvan |
| 4 iunie 2023 18:00 | Andersen, Viahireva 6 | (14–13) | Bölk, Lekić 5           | MVM Dome, Budapesta Asistență: 20022 Arbitri: Praštalo, Balvan |
| 4 iunie 2023 18:00 | 4× 1×                 | Raport  | 2× 1×                   | MVM Dome, Budapesta Asistență: 20022 Arbitri: Praštalo, Balvan |